# Ленкавица
Ленкави́ца (пол. Łękawica) — укороченная геральдическая фигура в виде буквы W. При блазонировании описывается как два опрокинутых укороченных стропила или трижды сломленный укороченный пояс. Наиболее часто имеет цвет серебряный, лазоревый, золотой.
Может использоваться как главный элемент герба, например, в гербе Абданк или как узкая фигура в оконечности щита герба Дембно.